# رولاند وارنو
رولاند وارنو (هلندی: Roland Varno; ۱۵ مارس ۱۹۰۸ – ۲۴ مهٔ ۱۹۹۶) هنرپیشه هلندی‌تبار اهل ایالات متحده آمریکا بود.
از فیلم‌ها یا برنامه‌های تلویزیونی که وی در آن نقش داشته‌است می‌توان به فرشته آبی، لبه تاریکی، بالالایکا، مردی در جستجوی قاتل خود، نامه یک زن ناشناس، والس بزرگ، فتح، میدان جنگ، ترسیده در حد مرگ، استانبول، زیرزمین، و فرزندان هیتلر اشاره کرد.